# Vela, Dolj
Vela este satul de reședință al comunei cu același nume din județul Dolj, Oltenia, România.